# Traitement médiatique du SIDA

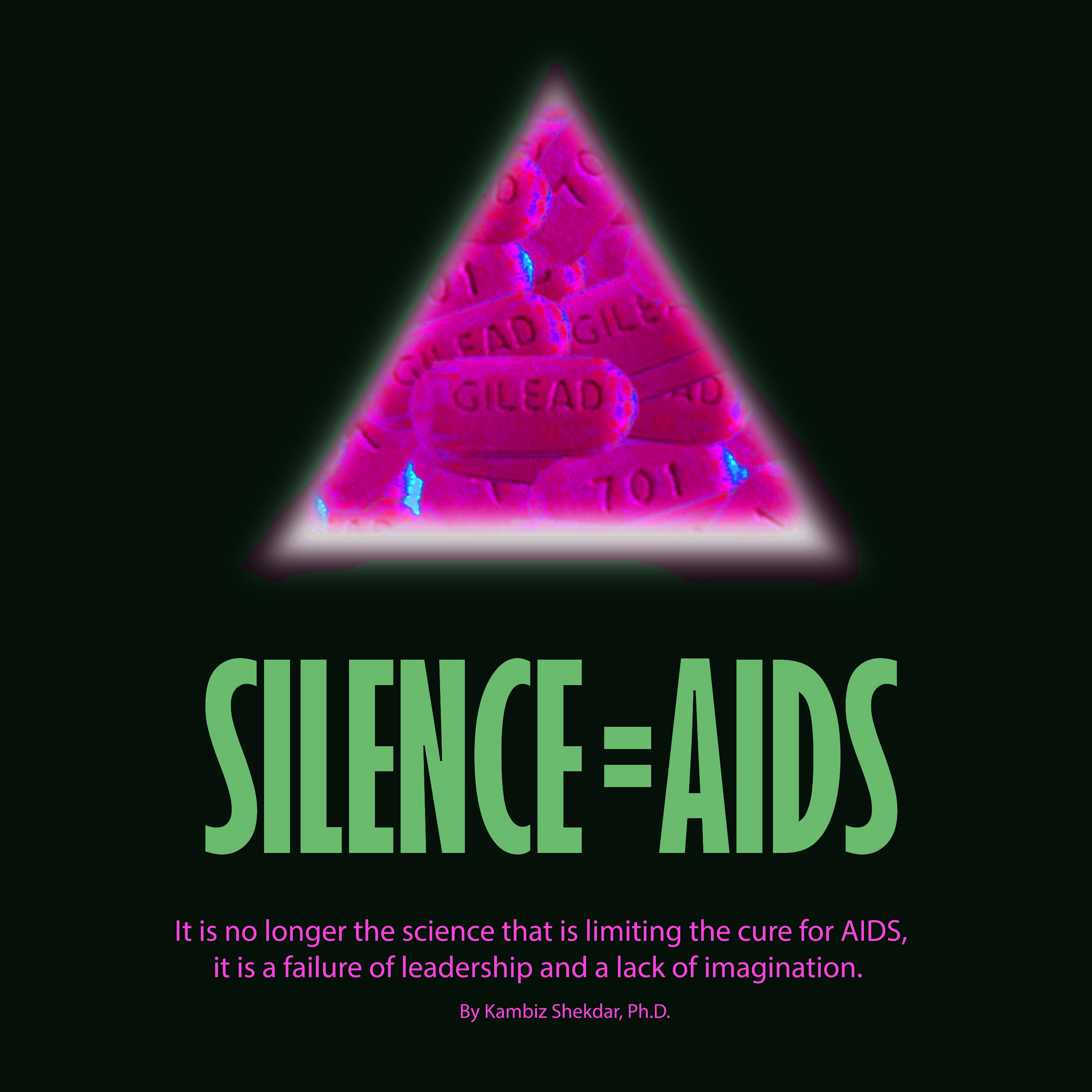

La représentation du VIH et du SIDA dans les médias retrace la façon dont les médias de masse ont analysé et représenté la question du VIH et du SIDA. Le monde médical se rend compte de l'existence du sida en 1981, bien que son arrivée dans le monde occidental remonte aux années 1970. Le sida est une pandémie qui entraîne des maladies et de nombreux décès. La particularité du sida est constituée par la stigmatisation et la discrimination entourant les personnes atteintes qu'elle génère. La transmission du VIH est pourtant évitable et les médias sont un moyen particulièrement efficace pour transmettre cette information. Un rapport de l'UNESCO de 2009 sur le traitement du HIV à la télévision déclare : « Un contenu télévisé bien documenté peut sensibiliser le public à la prévention, au traitement, aux soins et au soutien du VIH et peut potentiellement influencer l'élaboration et la mise en œuvre de politiques pertinentes ».
La maladie est remarquée pour la première fois en juin 1981, lorsque les Centers for Disease Control signalent que cinq hommes homosexuels de Los Angeles sont morts d'un ensemble de symptômes à la fois similaires et rares. En l'espace de deux mois, 100 autres homosexuels meurent, et les publications médicales contribuent à faire prendre conscience au grand public de l'existence d'une nouvelle maladie, appelé alors «cancer gay». Au début de la pandémie, la plupart des médias ont mis l'accent sur les groupes à risques (notamment les toxicomanes et les hommes homosexuels), plutôt que sur les comportements à risque,, reculant la prise de conscience du grand public et sa prévention. La temporalité et la façon dont les divers médias à travers le monde ont publié cette information varient, tout comme les reportages et les représentations ultérieures et contemporaines du VIH et du SIDA dans les médias.

## Contexte
Les médias participent à l'élaboration de la «maladie du sida» comme phénomène médiatique de société. On peut observer plusieurs étapes dans la médiatisation.

### Chronologie
- 5 juin et juillet 1981 : un article scientifique de Michael Gotlieb intitulé « Pneumocystis pneumonia–Los Angeles » parait dans le Morbidity and Mortality Weekly Report (MMWR) du Center for disease control et fait état de 5 malades homosexuels à Los Angeles et 26 malades à New-York[4] (p. 687),[5],[6].
- 3 juillet 1981 : un article scientifique du Morbidity and Mortality Weekly Report (MMWR) fait état de 26 malades homosexuels à New York[4] (p. 687) et Californie, indiquant l'apparition d’un sarcome de Kaposi et d’une pneumocytose chez ces patients[5],[7].
- 19 septembre 1981 : l’hebdomadaire médical britannique The Lancet publie le premier article scientifique sur le sida relu par les pairs (évalué par un comité de relecture) intitulé «Kaposis's sarcoma in homosexual men - a report of eight cases»[5],[8].
- septembre 1981 : l'hebdomadaire Gai Pied mentionne la maladie dans un article intitulé « Amours à risques »[9],[4],[10] (p. 688)[11].
- 10 décembre 1981 : Le New England Journal of medecine publie une série d'articles scientifiques qui cette fois ci sont relayés par la presse grand public, dont «Pneumocystis carinii Pneumonia and Mucosal Candidiasis in Previously Healthy Homosexual Men — Evidence of a New Acquired Cellular Immunodeficiency» de Michael S. Gottlieb et Robert Schroff[12] et «An Outbreak of Community-Acquired Pneumocystis carinii Pneumonia — Initial Manifestation of Cellular Immune Dysfunction»[13],[4](p. 61 note 32) de Henry Masur.
- 6 janvier 1982 : Libération titre « Mystérieux cancer chez les homosexuels américains »[14].
- 27 janvier 1982 : Le journal Le Monde titre « Une mystérieuse épidémie aux États-Unis ?»[15].
- mars 1982 : Le mensuel La recherche publie un article intitulé « La pneumonie des homosexuels »[14].
- avril 1982 : l'Association des médecins gais (AMG) s'oppose à toute médiatisation de la maladie par peur de la stigmatisation de la communauté gaie[16].
- août 1982 : la majorité sexuelle est ramenée à 15 ans pour les relations homosexuelles (abrogation de l'article 332-1 du code pénal).
- mai 1983 : Science publie l'article de l'Institut Pasteur sur la découverte du LAV (lymphadenopathy associated virus)[4] (p. 688).
- mai 1983 : Libération titre «L'épidémie du cancer gay»[17],[18].
- Vendredi 2 juillet le journal de 20 h d'Antenne 2 diffuse un reportage sur le sida intitulé « SIDA : vent de panique aux USA »[19]
- 15 juillet 1983 : Paris Match publie un article choc intitulé « La nouvelle peste. Le sida, cette maladie qui terrifie l’Amérique » avec des photos de malades squelettiques atteints du sarcome de Kaposi. Le lien est fait de manière symbolique avec les camps de concentration[20].
- avril 1984 : annonce de la découverte du virus HTLV3 par Margaret Heckler, Secrétaire d'État américaine à la Santé, Cette intervention marque le début de la controverse autour de la découverte du sida entre Robert Gallo et Luc Montagnier[14].

### 1981 - 1982: silence de la presse grand public

#### Divulgation dans la presse scientifique
En 1981, James Curran, spécialiste des maladies transmissibles au Center for disease control (CDC) reçoit une demande de publication d'un rapport apportant la première mention de la maladie. Il écrit «Hot Stuff.» sur le dossier (C'est du lourd), ayant l'intuition que ce rapport en apparence anodin annonçant des cas de pneumocystose (une maladie habituellement bénigne) sur des patients homosexuels dont le système immunitaire est déficient est une information importante. Au moment de la publication des questions se posent pour le CDC sur l'opportunité de mentionner l'homosexualité des 5 patients face au risque de les stigmatiser. Pour finir l'homosexualité n'est pas mentionnée dans le titre retenu «« Pneumocystis pneumonia–Los Angeles » et le rapport ne parait pas en première page de la revue.
Le 5 juin 1981 le journal médical américain Morbidity and Mortality Weekly Report publie le rapport dans un article très court (42 lignes et 903 mots) de Michael S. Gottlieb (en) et Joel Weisman (en) la mort de cinq patients de la communauté gay de San Francisco atteints de pneumonie. C'est la première publication et trace écrite de la maladie apparaissant dans les médias scientifiques au sujet du sida (qui ne porte pas encore ce nom). En juillet 1981 portant sur 26 patients de New Yord et Californie atteints du sacrome de Kaposi, de pneumocystose et cytomegalovirus. Ces premières publications, qui sont des rapports de cas, sont suivies d'un premier article scientifique dit « peer reviewed » le 19 septembre 1981 dans la revue scientifique britannique The Lancet. L'article rapporte l'apparition du sarcome de Kaposi, chez huit hommes gays. Ces premiers articles scientifiques de 1981 ne sont pas relayés par la presse grand public.
C'est l'article paru dans le New England Journal of Medecine le 10 décembre 1981 qui provoque les premières prises de conscience dans la presse grand public,,.

### 1982 -1983 premières médiatisations grand public et silence relatif
En France les premières mentions dans les médias de masse en 1982-1983, véhiculent diverses appellations avant que le terme «AIDS» repris de la presse américaine ne se fixe courant 1983 et soit traduit par le terme «sida» . Les journaux français mentionnent cette nouvelle maladie à la suite de la publication d'articles dans le New England Journal of Médicine au printemps 1981. Libération titre le 6 janvier 1982 « Mystérieux cancer chez les homosexuels américains », Le Quotidien de Paris « Du mal étrange qui frappe les homosexuels. ». Le 27 janvier Le Monde du 27 janvier annonce « Pourquoi des cancers?». La première mention du sida dans la presse homosexuelle française est publiée par l'hebdomadaire Gai pied en septembre 1982.
Entre janvier et mars 1982 8 articles sont publiés dans les quotidiens du Figaro, Libération, Le Monde et Le Quotidien. L'Humanité et Le Matin ne couvrent pas l'affaire sur cette période, et ensuite rien n'est publié en France jusqu'en 1983. Durant cette période les thèmes dominants sont ceux du mystère, de l'interrogation médicale et de l'ignorance du corps médical sur l'origine de la maladie. Les personnalités de la recherche sont les locuteurs principaux, relayés par les médias, de manière marginale.

### Mai 1983: médiatisation du phénomène «sida»
En mai 1983 la revue Science publie la découverte de l'isolation du retrovirus responsable de la maladie. À partir de ce moment, on assiste à un foisonnement médiatique sortant de l'univers de la presse spécialisée avec la publication d'enquêtes, reportages et interviews qui se succèdent souvent sans recul déontologique, en mettant en avant des positionnements philosophiques et moraux discutables. La preuve de l'existence de la maladie étant faite, la thématique du «mystère médical» disparait et l'attention se porte sur le mode de transmission, et sur «les groupes à risque», ainsi que la façon de les nommer et de nommer la nouvelle maladie. Une distinction discutable est ainsi rapidement faite entre porteurs sains et porteurs malades, entre «victimes innocentes» (hémophiles, enfants) et les autres (homosexuels et héroïnomanes). Cela contribue à un phénomène social d'ostracisation des personnes atteintes, à travers un discours moralisateur stigmatisant toute sexualité décrite comme déviante à la norme. Le journal Libération titre «Le cancer gai» et Paris Match publie un article choc mettant en scène des malades du sida sur leurs lit d'hôpital. Les appellations de «cancer gay» sont pourtant remises en cause avec la dénomination de la maladie avec l'acronyme «AIDS» ou SIDA en français, Le Figaro en fait état dans un article du 22 mars 1983, mentionnant que cette appellation est plus précise, mais cette tentative de neutralisation n'efface pas la stigmatisation lancée par les appellations de "cancer gai" dans les médias de masse.
Rapidement également la presse souhaite chiffrer le nombre de malades à travers le monde. L'importance accordée à ces informations peut être évaluée directement pas le fait que ces chiffres, mentionnant de façon imprécise le nombre de cas ou de morts, sont donnés dans les titres des articles de presse. La dimension géospatiale est évoquée : si en février 1982 Libération évoque 159 cas aux États-Unis et en janvier 1982 un cas de patient français est mentionné, en août 1983 18 pays sont concernés par l'épidémie, le millième mort aux États-Unis est annoncé par Le Quotidien de Paris le 10 septembre 1983.

### Fait divers et médiatisation de personnalités atteintes du VIH/SIDA
Le traitement de la question du SIDA dans les médias de masse s'est beaucoup concentré dans les premières années sur les personnalités publiques qui ont déclaré être atteintes de la maladie, des «coming out séropo» avec un certain sensationnalisme,,. La médiatisation du sida notamment par la télévision le constitue en fait divers ou problème de société tout en en niant la dimension politique. La plupart des médias ont mis l'accent sur les groupes à risques, stigmatisant certains types de population en fonction de leur âge, sexe ou orientation sexuelle, plutôt que sur les comportements à risque, reculant de ce fait une prise de conscience plus générale dans l'opinion publique,,.
Après la prise de conscience des médecins que la maladie est présente en dehors de la communauté homosexuelle, les médias reprennent la qualification des « 4H» pour qualifier les groupes à risques : homosexuels, hémophiles, héroïnomanes et Haïtiens. La médiatisation de ces dénominations vont retarder une prise de conscience plus globale et de ce fait la prise en charge de la maladie pour toute la population, notamment hétérosexuelle.

#### L'affaire médiatique du «patient zéro»
La recherche du patient zéro et la médiatisation des découvertes a occupé la scène médiatique avec pour corollaire la stigmatisation des personnes qui collaborèrent pourtant avec les équipes de recherche de façon volontaire.
Gaëtan Dugas, steward québécois gay mort en 1984, a longtemps été considéré à tort comme le patient zéro des États-Unis à la suite de la sortie du livre de Randy Shilts And the band played on paru en 1987. Ce livre stigmatisait sa vie sexuelle et l'identifiait comme l'homme ayant introduit le virus du sida sur le sol américain. Dugas tenait un carnet avec le nom de ses nombreux amants, et il fournit 72 noms aux équipes de recherche du Center for Disease Control portant avec lesquelles il collabora en 1982. Shilts. qui était homosexuel lui-même et séropositif bien qu'il refusa de connaitre les résultats de ses tests avant d'avoir fini son livre, souhaitait alerter le public sur le manque de moyens et l'inaction du gouvernement pour combattre la maladie. Shilts indiqua plus tard que son éditeur avait fait le choix d'axer la campagne de promotion autour de cette histoire de patient zéro qui paraissait plus vendeuse que la focalisation sur les faibles efforts du gouvernement pour combattre la maladie,.
Le chercheur Michael Worobey montra à la suite de l'analyse génétique des souches virales que le virus avait atteint New York en 1970 et San Francisco en 1975, le génome de la souche ayant infecté Dugas se situant entre les deux.
La dénomination de patient zéro pour Dugas est due à une malencontreuse erreur de lecture. Dugas avait participé en 1982 à une étude du sida du Center for Disease Control portant sur les premiers malades du sida, et son dossier portait la mention «o» pour «out of California», confondue avec le chiffre zéro. Le livre de Shilts devint un best seller aux États-Unis, et l'information fit la une dans les médias américains. La vague de médiatisation qui s'ensuivit dans les tabloïds américains et la presse canadienne est désormais considérée comme ayant participé à la stigmatisation des patients homosexuels atteints du sida,,. L'information est reprise dans le Time dans un article intitulé Medecine: the Appaling Saga of Patient Zero (Médecine : la terrifiante saga du patient zéro), puis dans le New York Post qui titre The man who gave us Aids (L'homme qui nous donna le sida), et dans le National Review, décrivant Dugas comme le «Christophe Colomb du sida». Cette stigmatisation des personnes atteintes du sida provoque encore le refus de traitement de la part de femmes africaines ou de jeunes hommes gays, de peur d'être accusés d'être des vecteurs de la maladie et stigmatisés.
D'autres personnes ont ensuite été identifiées comme étant le patient zéro dans ce qui apparaît aujourd'hui comme une traque du patient zéro. Ainsi David Carr, marin britannique mort en 1959 a été désigné dans un article du Lancet publié le 7 juillet 1990 comme patient zéro. Un jeune homme, resté anonyme et probablement travailleur du sexe et mort en 1987 à Saint Louis dans le Missouri, a également été désigné, un test de VIH effectué en 1987 posthume ayant démontré qu'il avait été infecté.
Les livres publiés ensuite par Gilles Pialoux (Sida 2.0, 1981-2011 : 30 ans de regards croisés) ou Jacques Pépin (The Origins of Aids) concluent à une origine du virus sur le continent africain et à l'impossibilité de le retrouver.

#### Rock Hudson

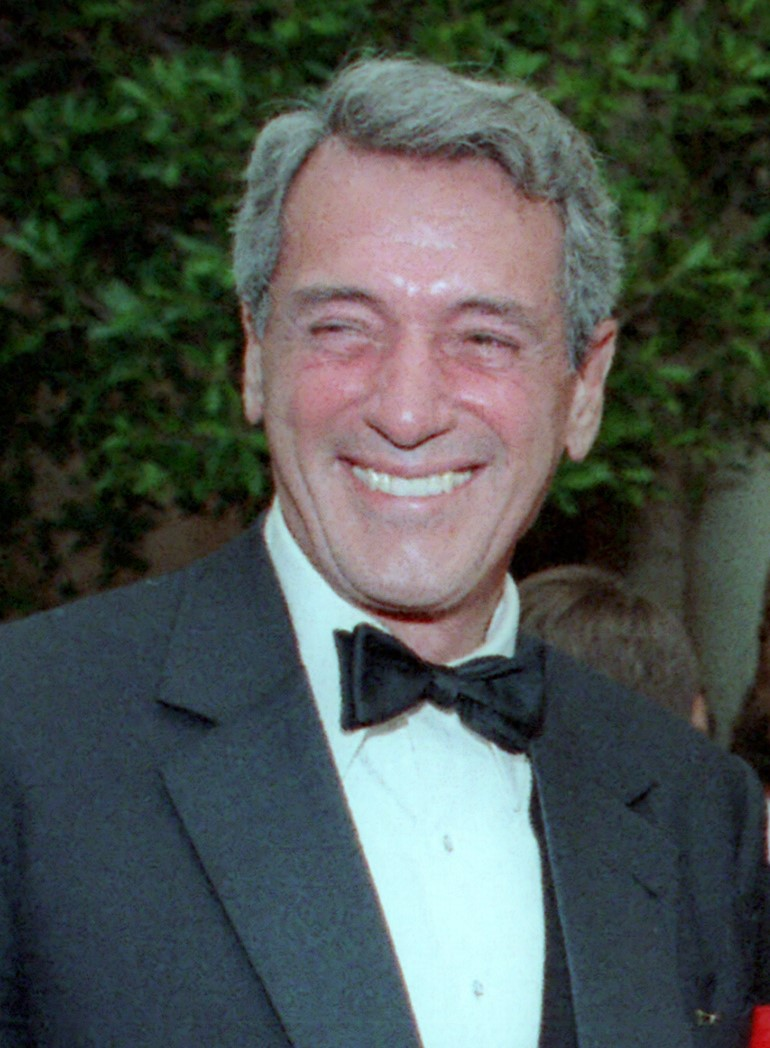
Rock Hudson en 1984.

Rock Hudson était un acteur hollywoodien célèbre décédé des complications liées au sida le 2 octobre 1985.
Plus tôt cette année-là, le AIDS Project Los Angeles a commencé à organiser un dîner de bienfaisance appelé Commitment to Life, qui avait pour objectif de collecter 1 million de dollars pour financer un remède contre le sida. À l'origine, l'événement devait se tenir dans la petite salle de bal du Century Plaza Hotel, mais en juillet 1985, Hudson a annoncé qu'il avait le sida et a plébiscité l'événement, augmentant considérablement la notoriété de l'événement et nécessitant de changer de lieu pour faire face à l'affluence. L'hôtel Westin Bonaventure est retenu. Le 19 septembre 1985, de nombreuses personnalités hollywoodiennes, dont Elizabeth Taylor, Shirley MacLaine et le maire de Los Angeles, Tom Bradley ont assisté à l'événement, avec des interventions notamment de Carol Burnett, Sammy Davis Jr., Rod Stewart, Cyndi Lauper et Diahann Carroll.
La peur de la maladie est telle que Rock Hudson est obligé de faire affrêter un Boeing pour venir se faire soigner en France.

#### Michel Foucault et Hervé Guibert
Michel Foucault décède d'une maladie opportune du SIDA en juin 1984. Le silence, le déni voir le mensonge autour de son décès, l'équipe médicale refusant de poser un diagnostic alors que son compagnon Daniel Defert voit inscrit « Cause du décès : sida. » sur le bulletin d'admission, provoque chez lui le besoin de créer l'association AIDES en 1984. Daniel Defert refuse 20 ans durant de parler de la mort de son ami, ne réalisant une interview qu'en 1996. Dans une interview de 2018 à France Culture, le sociologue rappelle que la publicité du préservatif était interdite en 1984 en France sous la pression de l'église et que l'épidémie du SIDA provoque une vague de dénonciation dans les médias et entraîne un changement dans la perception des communautés d'homosexuels.
En 1991, Hervé Guibert est reçu par Bernard Pivot dans Apostrophes, pour son roman À l'ami qui ne m'a pas sauvé la vie dans lequel il parle de la maladie de Michel Foucault, et de son propre rapport à la séropositivité et des mécanismes psychiques qui en découlent.

#### Magic Johnson

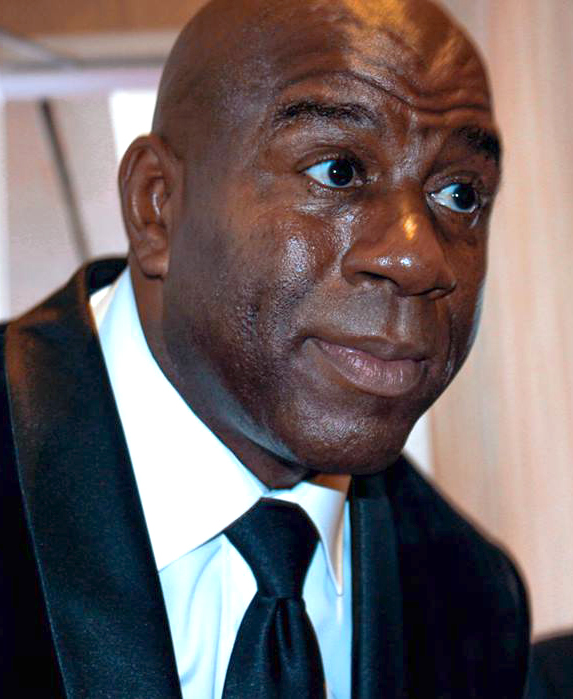
Magic Johnson en 2014.

Le basketteur américain Magic Johnson a annoncé le 7 novembre 1991 qu'il était séropositif. Cette annonce a sensibilisé les personnes afro-américaines[réf. nécessaire] sur le fait que le VIH était un problème et souligne également que le VIH peut être transmis par des pratiques sexuelles hétérosexuelles.
L'annonce de Johnson a entraîné une vague de personnes se faisant tester pour le VIH. Un débat national est amorcé lorsque des millions de personnes qui considéraient auparavant que le sida ne les concernait pas ont soudainement pris conscience que la maladie était une menace parce qu'un homme en bonne santé et une idole publique avaient contracté l'infection.

#### Pedro Zamora
Pedro Zamora était un homosexuel cubano-américain. Il a contracté le VIH à l'adolescence, et est devenu un activiste du VIH, a figuré dans l'émission télévisée The Real World de MTV, puis est décédé du sida à l'âge de 22 ans en 1994. Il est connu comme étant une figure publique majeure qui a contracté le VIH et dont la vie quotidienne a été bien documentée dans les médias de masse. En 1993, il a témoigné devant le Congrès des États-Unis de son expérience et a déclaré que « si vous voulez me joindre en tant que jeune homme gay, en particulier un jeune homme gay de couleur, alors vous devez me donner des informations dans une langue et un vocabulaire que je peux comprendre et auquel je peux m'identifier ». Il est considéré comme un porte-parole particulièrement efficace pour sensibiliser la communauté latino-américaine au VIH.

#### Princesse Diana

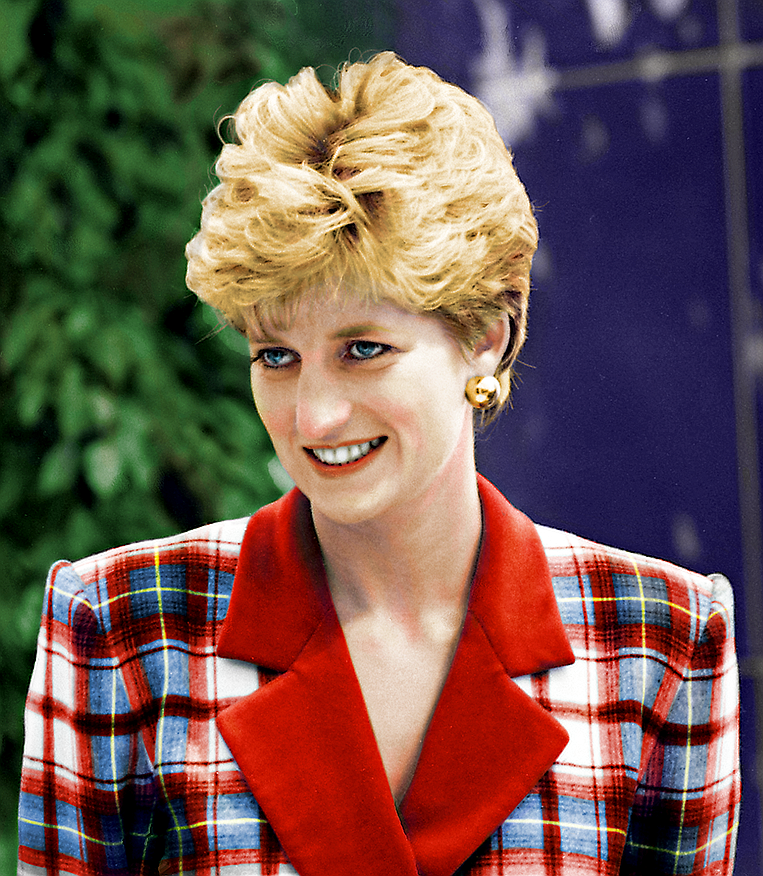
La princess Diana à l'Accord Hospice en 1992.

Diana Frances Spencer, princesse de Galles, décédée le 31 août 1997, était une partisane de la sensibilisation au sida et de la rupture avec la croyance que le sida peut être transmis par le toucher.
La princesse Diana a ouvert le premier service de lutte contre le sida du Royaume-Uni, situé à l'hôpital London Middlesex, au printemps 1987.
En 1991, une photographie est publiée dans les médias montrant la princesse Diana serrant la main d'un patient atteint du sida dans la Casey House - une salle de séjour pour les patients atteints du sida. Sur la photo, on voit que Diana ne porte pas de gants alors qu'elle serre la main du patient atteint du SIDA. La photo fait le tour du monde et contribue à corriger l'idée que toucher une personne atteinte du SIDA est dangereuse.

### Médiatisation de la découverte du virus responsable: Montagnier vs Gallo
En 1983, Luc Montagnier et son équipe, dont fait partie Françoise Barré-Sinoussi, publient la première description du virus responsable de la maladie qu'ils appellent LAV, suivi par l'équipe de Robert Gallo en 1984 dans 4 articles mettant en évidence le lien entre le virus et la maladie.
Le 23 avril 1984 le Dr. Robert Gallo annonce lors d'une conférence de presse à Washington la découverte du virus responsable de la maladie, qui n'est pas encore nommé VIH pour les Américains, aux côtés de Margaret Heckler, secrétaire à la Santé et aux Services sociaux. En 1985 Gallo tente de déposer un brevet et Montagnier lui intente un procès.
La dispute pour la paternité du virus fait rage entre les deux laboratoires. Elle est relancée en 1989 par la publication d'un article d'un journaliste du Chicago Tribune, John Crewdson. Au cours de son enquête il interroge 150 scientifiques, et amasse 5000 pages de documents gouvernementaux.

## Thèmes dans les représentations médiatiques
Certains thèmes identifiés apparaissent à plusieurs reprises dans les médias, décrivant le VIH avec les concepts « d'autre », de blâme de la victime, d'hétérosexisme et des comparaisons de modes de vie des personnes dans les zones urbaines par rapport aux zones rurales.

### Autre
Dans les médias abordant le thème de « l'autre », on trouve la description d'une certaine dichotomie manichéenne. Le fossé entre les histoires décrivant le sida est souvent celui des personnes séropositives par rapport aux personnes sans VIH, des personnes à haut risque de contracter le VIH par rapport aux personnes à faible risque, des victimes innocentes du VIH par rapport aux personnes reconnues coupables, et le concept général de contamination par le sang par rapport à un sang « pur ». Dans tous ces cas, les films traitant de sujets liés au SIDA présentent fréquemment un côté de la dichotomie comme étant bon et l'autre comme mauvais.

### Blâme de la victime
Les films sur le thème du « blâme de la victime » présentent souvent les personnes vivant avec le SIDA comme étant coupables, ou coupables d'avoir contracté le VIH. Dans de tels représentations, les personnes séropositives menacent souvent la santé de personnes innocentes.

### Hétérosexisme
Les médias d'information des États-Unis ont associé le SIDA aux hommes homosexuels à partir de 1982, bien que le CDC de l'époque ait régulièrement révélé que d'autres populations contractaient également l'infection causant le SIDA. En 1983, presque tous les articles de presse sur les hommes homosexuels étaient dans le contexte de la diffusion d'histoires sur le SIDA. Les films dont le thème est le VIH représentent souvent un homme homosexuel comme personnage central atteint du SIDA. La représentation médiatique du SIDA comme une maladie des hommes homosexuels est problématique car elle ne parvient pas à promouvoir la compréhension du public de l'impact du SIDA sur les diverses populations touchées par le SIDA, et elle ne contribue pas à éclairer l'opinion publique sur les dangers encourus par les populations hétérosexuelles, contribuant peut-être à un retard de prise de conscience sur la nécessité de se protéger lors des pratiques sexuelles. En somme, la discrimination des populations homosexuelles a abouti à mettre en danger l'ensemble des populations concernées par la maladie.

### Maladie urbaine versus rurale
Une des représentations récurrentes du SIDA dans les médias établit des comparaisons entre les zones urbaines et rurales. Dans de telles représentations, la ville peut être décrite comme un lieu propice à la constitution d'une communauté gay et à la propagation du SIDA, tandis que les zones rurales représentent plutôt la moralité, le conservatisme et l'absence de « déviance nuisible ».

## Rôle des nouveaux médias
Internet et les téléphones portables modifient la façon dont la communication et les informations se propagent entre les personnes. Dans les sociétés en réseau, de nombreux messages sont transmis parmi un nombre croissant de personnes et d'organisations. Auparavant, les informations limitées provenaient d'une poignée de sources faisant autorité. Pour le VIH/SIDA, les nouveaux médias représentent autant d'opportunités que de défis. « Il est possible que ces changements apportent un plus grand pluralisme, un accès à l'information, une démocratisation et une réactivité aux besoins des consommateurs. Cependant, « ces changements amènent également des médias fortement publicitaires et commerciaux, sujets au sensationnalisme et souvent très sexualisé ».

## Représentation notable

### Films et cinéastes
- Buddies (1985) - premier film indépendant à décrire l'épidémie de sida
- An Early Frost (1985) - premier film de réseau pour décrire l'épidémie de sida
- Dallas Buyers Club (2013) - gagnant 3 Oscars
- Philadelphia (1993) - 2 Oscar et un grammy award
- Strike a Pose (2016) - film documentaire qui a été présenté en première dans la section Panorama de la Berlinale 2016 et qui dépeint les danseurs qui ont joué avec Madonna lors de sa tournée mondiale Blond Ambition en 1990
- 120 Battements par minute (2017) - représentation de Act Up-Paris qui a gagné de 6 prix César
- Rosa von Praunheim (né 1942), écrivain et réalisateur allemand

### Télévision
Le drame canadien pour adolescents Degrassi High dépeint notamment Dwayne Myers, un personnage trollesque dans une école, testé positif au VIH. Il répare sa relation antagoniste avec Joey Jeremiah lorsque ce dernier accepte de garder son secret, mais le rend finalement public, obligeant ses amis et la plupart des étudiants de Degrassi à rester à l'écart de lui, y compris au bal annuel de l'école. Son amie a cependant changé d'avis après qu'on lui ait expliqué comment le sida se transmet. Jeremiah encourage Dwayne à participer au bal, et son amie lui demande de danser.
La mini-série britannique It's a Sin (2021) dépeint l'arrivée de l'épidémie à Londres. En mars, Thomas Sotinel écrit dans Le Monde qu'il s'agit d'une « évocation magistrale de la génération de jeunes Britanniques fauchés par le VIH ».

### Théâtre
- The Normal Heart (Larry Kramer, 1985) - inspirée d'évènements autobiographiques et l'établissement de la première organisation contre-sida en New York
- Angels in America (Tony Kushner, 1993) - œuvre majeure de la fin du XXe siècle en deux parties, recevant le prix Pulitzer de l'Œuvre Théâtrale en 1993 et les Tony Award de la meilleure pièce en 1993 et 1994.
- Rent (Jonathan Larson, 1996) - comédie musicale, adaptée de La Bohème
- The Inheritance (Matthew Lopez, 2018) - inspirée par Howards End par E. M. Forster

### Littérature et écrivains
- Ève (Guy Hocquenghem, 1987)
- La Ligne de beauté (Alan Hollinghurst, 2004) - roman historique, gagnant du prix Booker
- Paul Monette (1945–1995), romancier, poète, scénariste et militant américain
- Edmund White (né 1940), romancier, biographe et critique littéraire américain
- Josée Yvon (1950–1994), poète, dramaturge, scénariste, critique littéraire et romancière canadienne

### Beaux-arts
- Patchwork des noms pour les victimes du SIDA
- Silence = Mort
- Visual AIDS, groupe d'artistes américains, fondée en 1988, créateurs du ruban rouge
- Jean-Michel Basquiat (1960–1988)
- Félix González-Torres (1957–1996)
- Keith Haring (1958–1990)
- Victor Hugo (1942-1993)
- Peter Hujar (1934–1987)
- Robert Mapplethorpe (1946–1989)
- Wolfgang Tillmans (né 1968)
- David Wojnarowicz (1954–1992)

### Les dessins animés
La mort d'Andy Lippincott du SIDA dans la bande dessinée Doonesbury le 24 mai 1990, figurait sur la page nécrologique du San Francisco Chronicle, et Andy a également reçu un square dans le Patchwork des noms (remettre ref sup par erreur).

## Par région

### Afrique

#### Kenya
En 1990, le directeur de l'Institut de recherche médicale du Kenya a annoncé qu'avec un médicament appelé Kemron, il avait guéri de nombreux patients atteints du SIDA du VIH. Le président kényan Daniel arap Moi a soutenu cette affirmation, la recherche faisant ensuite l'objet d'un examen international et est jugée sans fondement scientifique par toutes les personnes expertes.

#### Afrique du Sud
L'Afrique du Sud dispose d'une infrastructure de communication médiatique très développée. Il existe cinq stations de télévision commerciales ouvertes, 38 stations de radio commerciales, 70 stations de radio communautaires, 16 journaux commerciaux quotidiens, un journal bihebdomadaire, 25 journaux hebdomadaires et plusieurs titres à plus petit tirage. Malgré cela, « des années de déni de la part de l'État en Afrique du Sud ont entraîné une mauvaise compréhension nationale du VIH et le besoin urgent d'accroître l'engagement du public dans la recherche en santé et d'encourager les comportements qui réduisent la transmission et soutiennent l'adoption d'interventions médicales pertinentes ». Les domaines les moins représentés dans les médias sont la prévention, les soins et la réduction de la stigmatisation VIH/SIDA en Afrique du Sud malgré les actions de personnes comme Nozizwe Madlala-Routledge, qui est démise de sa fonction le 8 août 2007 ministérielle par le président Thabo Mbeki pour avoir employé le terme d'« urgence nationale ».
Plusieurs projets ont été lancés en Afrique du Sud pour accroître la sensibilisation au VIH/SIDA, notamment le projet d'information sur le sida en banlieue (2007-2011) et une initiative de 1996 à 1997 du National DoH, qui a utilisé l'industrie du taxi dans une campagne de sensibilisation et de préservatif. Le Centre africain d'études sur la santé et la population a lancé un autre projet similaire en février 2011. Le projet met en évidence le rôle important que jouent les médias dans l'éducation à la santé en utilisant le terme ludo-éducatif. Dans ce projet, intitulé Jiving with Science, trois types de CD différents ont été distribués aux chauffeurs de taxi de minibus et à d'autres acteurs de la communauté, y compris des commerçants et des coiffeurs, au cours d'une période de deux ans. Ces CD contenaient des récits sur la science derrière le VIH/SIDA mélangés à de la musique populaire et des soutiens de célébrités. Les parties prenantes de la communauté ont été invitées à lire les CD, ce qui a entraîné une large diffusion dans la communauté sud-africaine. Les équipes de recherche ont choisi d'utiliser une forme de média audio en raison de la nature rurale de leur domaine de recherche, ce qui signifie une forte culture orale et des niveaux d'alphabétisation relativement faibles. Un aspect important de l'éducation ludo-éducative est la qualité, qui était très importante pour les équipes de recherche. Le Centre africain d'études sur la santé et la population a consacré beaucoup de temps et d'argent pour s'assurer qu'il proposait des divertissements de haute qualité. Le projet est toujours en cours, mais l'objectif est qu'il puisse être utilisé à l'avenir comme « un modèle pour développer d'autres interventions ludo-éducatives dans les petits médias africains et dans d'autres contextes comparatifs ».

#### Afrique sub-saharienne
Sur l'ensemble de la population mondiale, les deux tiers des personnes touchées par le VIH/SIDA vivent en Afrique subsaharienne, une région qui ne compte qu'environ 12 % de la population mondiale. Jung et al. (2013) ont mené une étude transversale sur 13 pays d'Afrique subsaharienne, dans le but d'analyser les données des enquêtes démographiques et de santé de chaque pays entre 2004 et 2010 pour déterminer la corrélation, le cas échéant, entre les connaissances sur le VIH/SIDA, l'utilisation du préservatif et différents statuts socioéconomiques (SSE). Historiquement, l'Afrique subsaharienne est en retard dans l'utilisation des médias de masse jusqu'au début du 21e siècle. Maintenant, elle utilise la radio, la télévision et les journaux. En effet, 5,2 % de tous les foyers disposent d'une télévision et 36,9 % de la population est abonnée à des services mobiles. L'hypothèse de l'étude était que « les inégalités de communication, l'utilisation différentielle des médias entre les classes sociales, peuvent être un mécanisme plausible par lequel les inégalités sociales de richesse et d'éducation conduisent à des disparités de connaissances sur le VIH/SIDA en Afrique subsaharienne. » . L'étude a rassemblé des informations auprès d'un total de 220 099 personnes Africaines subsahariennes et les résultats étaient les suivants : plus de 90 % savaient ce qu'est le VIH/SIDA, 61 % savaient comment la maladie se transmet et environ 64 % connaissaient les méthodes de prévention. Au total, 22 % des hommes et 10 % des femmes ont déclaré utiliser des préservatifs, un chiffre nettement inférieur aux personnes qui ont déclaré connaître les méthodes de prévention. Les chiffres d'utilisation des médias de l'étude étaient les suivants : 36,7 % des personnes écoutent la radio, 17,6 % regardent la télévision et 6,4 % lisent les journaux quotidiennement. Une corrélation positive entre le SSE et l'utilisation des médias a également été trouvée, ce qui appuie l'hypothèse originale. Les personnes africaines issus de statuts socio-économiques plus aisées avaient généralement plus de connaissances sur tous les aspects du VIH/SIDA, y compris la définition, la transmission et la prévention. De même, il a été constaté que l'utilisation du préservatif était plus élevée chez les populations les plus aisées.

#### Effet des médias sur l'aide financière
Une étude menée par Fabrizio Carmignani, Grace Lordan et Kam Ki Tang a spécifiquement étudié la corrélation entre l'utilisation des médias et l'aide au VIH/SIDA en Afrique. L'étude a été menée à l'aide d'un panel de 21 pays donateurs et de l'aide à l'ensemble du continent africain. Ils ont utilisé l'ensemble du continent pour deux raisons : la majeure partie de la couverture médiatique du VIH se réfère à l'ensemble du continent et il existe de nombreuses organisations à l'échelle du continent qui fournissent de l'aide, notamment USAID HIV/AIDS Regional Health Profile for Southern Africa . En bref, ils ont constaté que la couverture médiatique augmente les décaissements d'aides financières. Ils décrivent à la page 29 que « l'impact d'un dollar d'un article supplémentaire dans la presse… est approximativement égal à 800 USD ». Cela signifie que pour chaque article imprimé sur le VIH/SIDA, 800 $ d'aide sont donnés aux pays africains touchés.

### Asie

#### Birmanie
La Birmanie est un centre mondial de production d'héroïne et est sous régime militaire avec un niveau élevé de censure. L'information sur le VIH n'est pas encouragée par le gouvernement et il existe peu d'autres médias.[réf. nécessaire]
Les généraux qui dirigeaient le gouvernement ont été lents à reconnaître le VIH dans le pays. Le conseil et le traitement du SIDA sont presque inexistants. Les préservatifs ont été interdits en Birmanie jusqu'en 1993.

#### Inde
Le Dr Rahul Swami de l'ICFAI Business School de Jaipur, en Inde, a mené une étude comparative pour analyser la relation entre la façon dont les personnes qui écoutaient la radio percevaient le VIH/SIDA par rapport à celles regardant la télévision. L'étude consistait à interroger 80 personnes (40 hommes, 40 femmes) sur leurs perceptions de différentes chaînes de télévision et stations de radio en utilisant une échelle de type Likert en 5 points. Les résultats de l'étude ont montré que les chaînes de télévision sont dominantes dans la diffusion d'informations sur le VIH/SIDA et plus largement capables de sensibiliser au VIH/SIDA.

#### Japon
En 1988, Noriyasu Akase est apparu dans une interview télévisée par la NHK, devenant ainsi la première personne au Japon à annoncer publiquement sa séropositivité.
En 1994, seules 4 personnes au total dans tout le pays avaient admis publiquement avoir été infectées.

#### Philippines

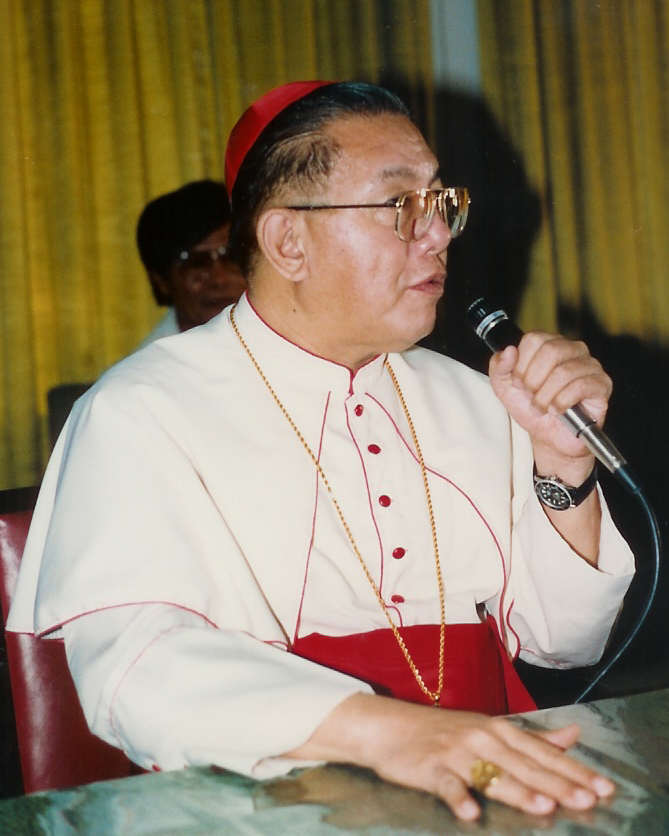
Le Cardinal Jaime Sin en 1988.

Dolzura Cortez est la première personne philippine à annoncer publiquement qu'elle était séropositive ; Sarah Jane Salazar étant la deuxième. Toutes deux ont tourné des films autobiographiques.
En 1994, le gouvernement philippin a lancé son premier grand programme de lutte contre la propagation du VIH. L'archevêque de Manille, le cardinal Jaime Sin, a passé une grande partie de l'année à dénoncer le programme en général et a ciblé le secrétaire du ministère de la Santé, Juan Flavier, en le qualifiant d'« agent de Satan » publiquement auprès de centaines de milliers de personnes en raison de son programme de promotion du préservatif. Le système religieux a également organisé des incendies publics de boîtes de préservatifs.
Plus tard, les Philippines ont attiré davantage l'attention des médias en raison de la forte augmentation des nouvelles infections à VIH. D'après le rapport mondial de l'ONUSIDA sur l'épidémie de VIH-SIDA, le taux d'incidence du VIH aux Philippines a augmenté de plus de 25 % entre 2001 et 2011. On estime qu'un Philippin est infecté par le VIH toutes les 1,5 heure.
Une étude de surveillance du VIH menée en 2010 par le Dr Louie Mar Gangcuangco et ses collègues de l'Université des Philippines au Philippine General Hospital a particulièrement attiré l'attention des médias en raison du taux élevé de prévalence du VIH signalé. L'étude a révélé que sur 406 hommes ayant eu des rapports sexuels avec des hommes et testés pour le VIH dans la région métropolitaine de Manille, la prévalence du VIH était de 11,8% (intervalle de confiance à 95% : 8,7-15,0), un résultat plus élevé que la prévalence nationale du VIH,.

#### Thaïlande

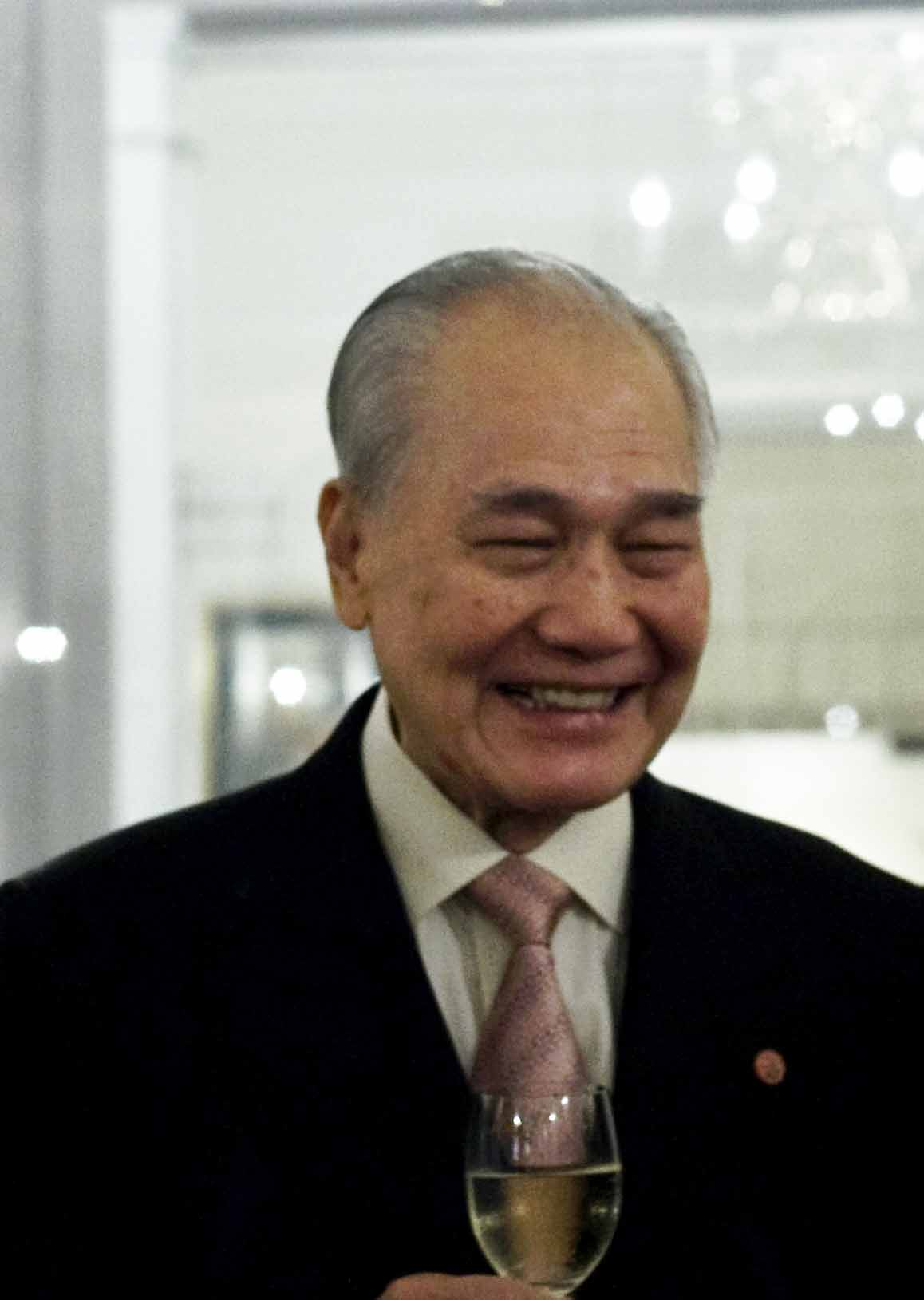
Anan Panyarachun.

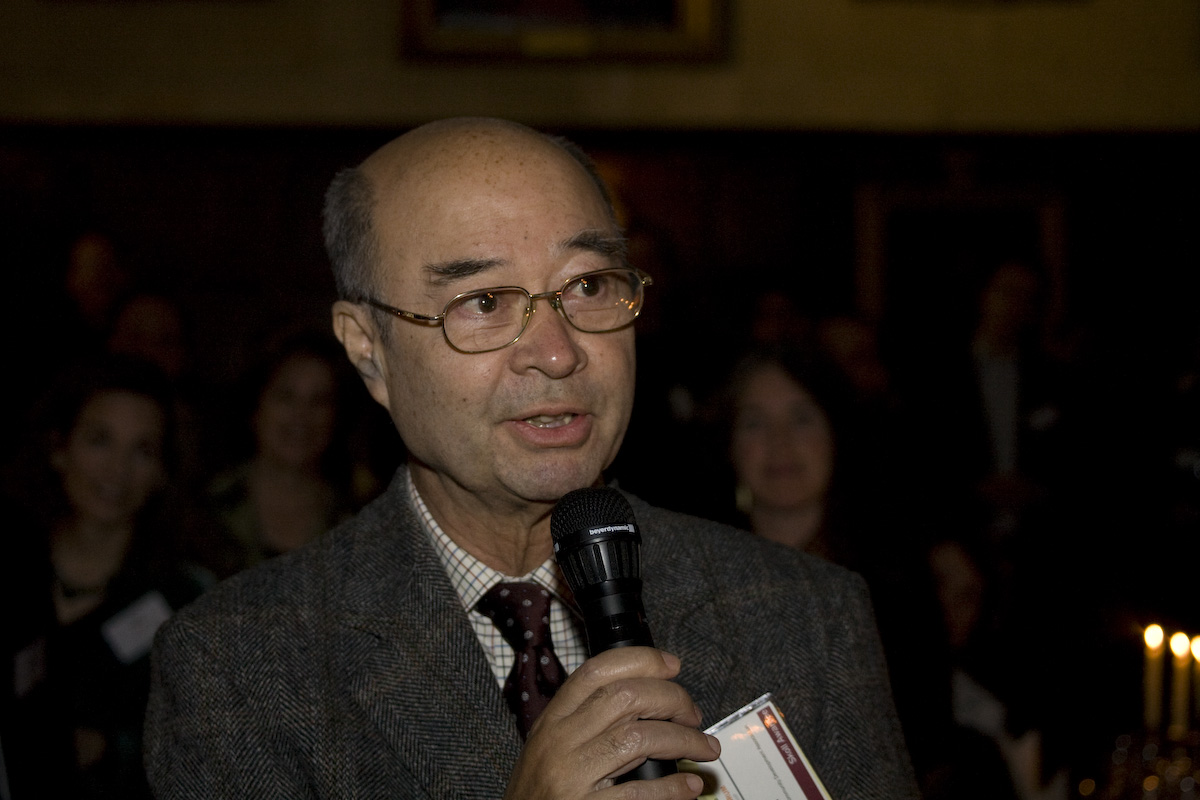
Mechai Viravaidya en 2008.

À la fin des années 1980, le sénateur thaïlandais Mechai Viravaidya a soutenu une campagne de distribution de préservatifs très visible. Dans le même temps, le Premier ministre Anan Panyarachun a soutenu un programme d'éducation sexuelle qui incluait l'obligation pour les stations de radio de diffuser des annonces d'éducation sur le SIDA toutes les heures.

### Amérique du Nord

#### États-Unis

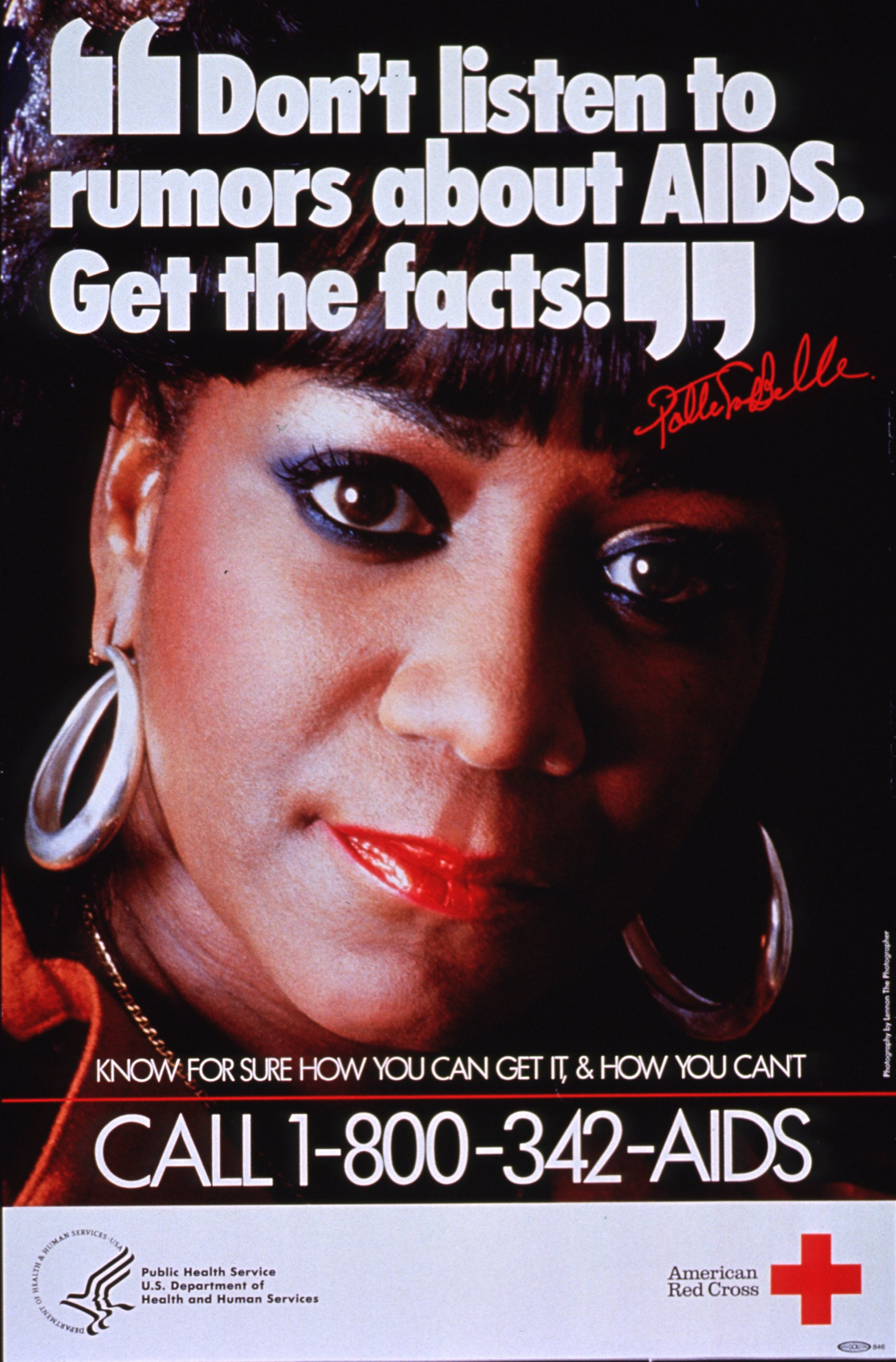
Don't listen to rumors about AIDS, get the facts! Patti LaBelle.

La Kaiser Family Foundation de concert avec la Princeton Survey Research Associates a mené un examen complet de la couverture du VIH/SIDA aux États-Unis entre 1981 et 2002. L'objectif de l'étude était de répondre à une série de questions, notamment : « Le montant de la couverture de l'épidémie a-t-il augmenté ou diminué au fil du temps ? Comment les sujets abordés ont-ils évolué ? Comment s'est déroulée la couverture du SIDA aux États-Unis ? ».
Dans l'ensemble, il a été constaté qu'une sorte de « fatigue » médiatique s'était installée ; avec pour corollaire que la couverture du VIH/SIDA avait diminué. Il y a eu une baisse du nombre d'histoires ainsi qu'une « diminution des rapports sur l'épidémie nationale ».
Brodie et al. suggère que ce déclin est dû au fait que l'attitude envers le VIH en Amérique a changé. Un diagnostic de VIH/sida était auparavant considéré comme une condamnation à mort, mais peu à peu, la maladie est devenue comparable à toute autre maladie chronique. Une autre étude, qui reconnaît également ce déclin, analyse spécifiquement comment la couverture des journaux a changé aux États-Unis de 1993 à 2007. Cette étude montre qu'il y a eu une baisse significative de la couverture du VIH/SIDA dans la presse grand public, les reportages par mois passant de 578,3 en 1993 à 140,5 en 2007, soit une baisse de 76 %. La couverture des journaux culmina à son plus haut niveau après que l'annonce des Centers for Disease Control and Prevention en 1993 ai indiqué que le sida était devenu la « principale cause de décès chez les hommes âgés de 24 à 44 ans ». L'année suivante, en 1994, une annonce similaire a été faite, déclarant que le sida était la « principale cause de décès chez les femmes du même groupe d'âge ». Cela changea la stigmatisation sociale selon laquelle le VIH/SIDA était une maladie qui n'affectait que les hommes gais en faisant « le problème de tout le monde », et par conséquent, les histoires sur le VIH/SIDA furent souvent présentées comme des histoires d'intérêt humain. Cette tendance n'a pas duré longtemps, car en 1996, la maladie est passée d'une maladie mortelle à une maladie chronique, marquant la première baisse de la couverture médiatique du VIH aux États-Unis.

#### Au gouvernement

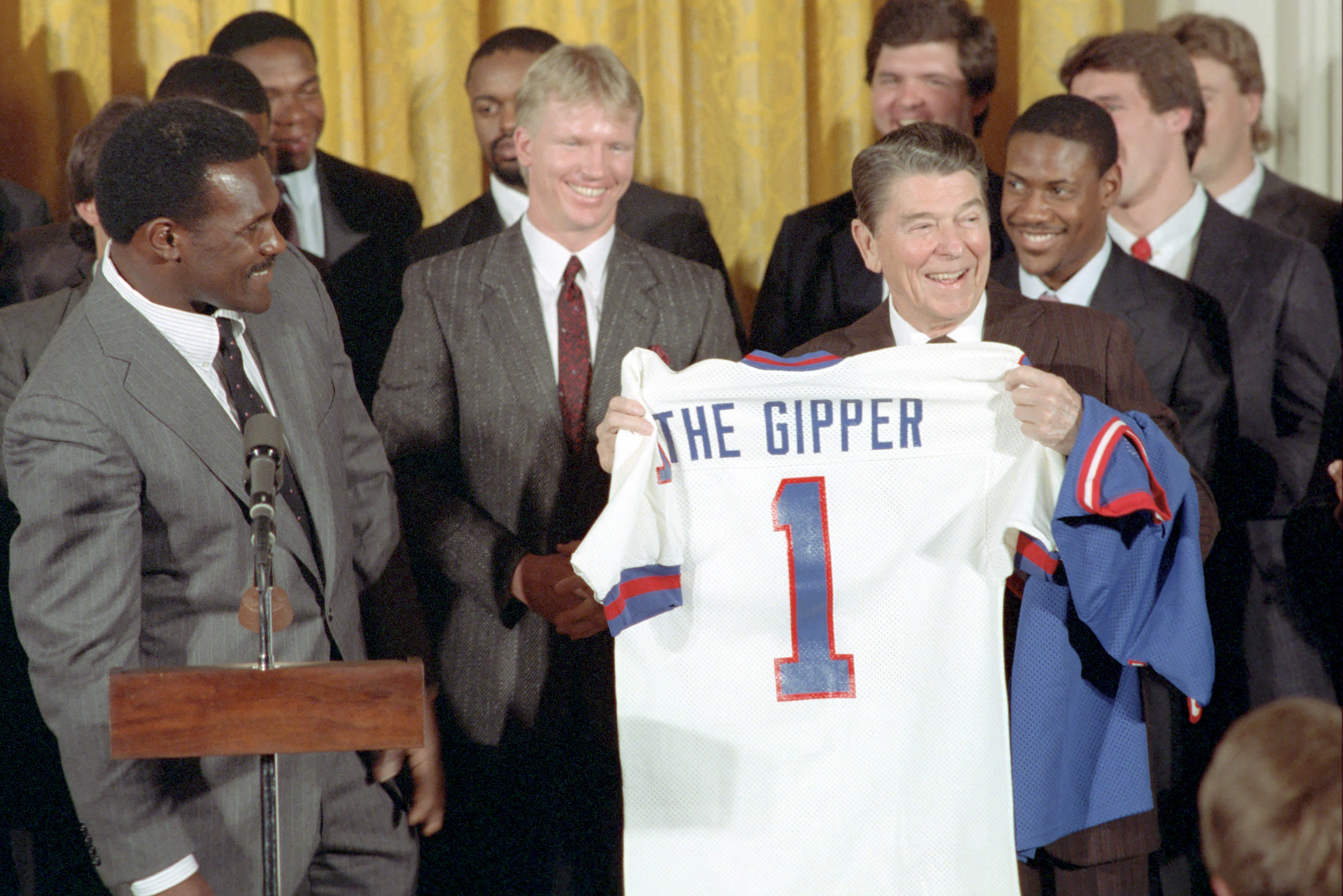
Ronald Reagan avec les Giants de New York. Il n'a prononcé qu'une seule fois le mot SIDA dans un discours public.

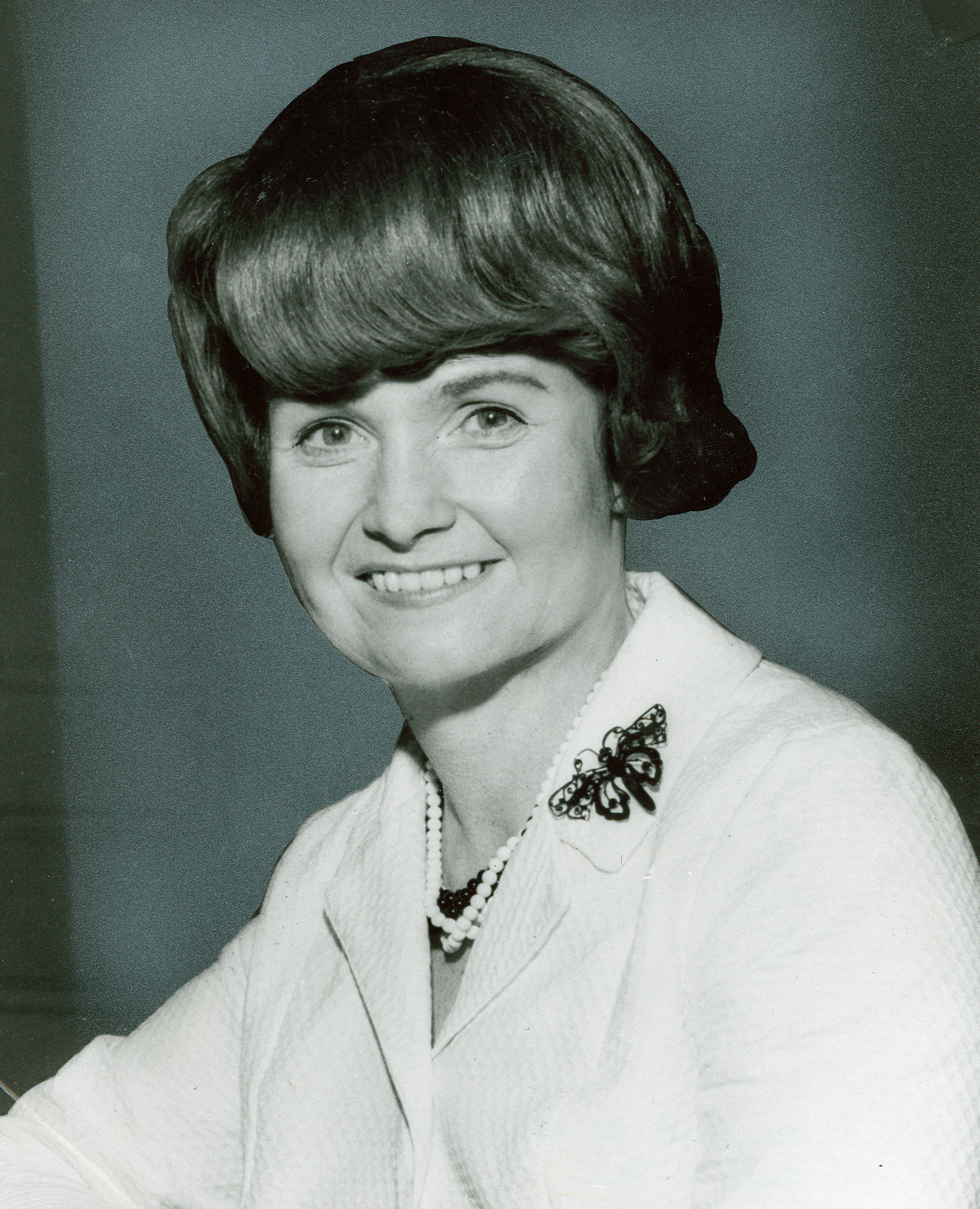
Margaret Heckler.

En 1983, le Service de santé publique des États-Unis a défini le SIDA comme sa « priorité numéro un » et la secrétaire américaine à la Santé Margaret Heckler a déclaré que c'était sa « priorité absolue ». En revanche, le président américain Ronald Reagan au pouvoir de 1980 à 1989, n'a prononcé durant cette période qu'un seul discours mentionnant le mot « sida » en 1987. Le silence de Reagan a été interprété par beaucoup comme un profond manque d'intérêt personnel pour les victimes de cette maladie infectieuse avec l'un des plus forts impacts depuis la pandémie de grippe de 1918. En 1989, le médecin personnel de Reagan a donné une interview dans laquelle il a déclaré que « M. Reagan n'a réalisé la gravité de l'épidémie qu'en juillet 1985, lorsqu'il a vu un reportage selon lequel M. Hudson, qui est décédé plus tard de la maladie, cherchait un traitement pour le SIDA ».

### Amérique du sud

#### Brésil
Au Brésil, une campagne a été développée pour contrecarrer l'affirmation des dirigeants catholiques locaux selon laquelle les préservatifs sont perméables au VIH. L'affiche publicitaire montrait un préservatif gonflé d'eau et contenant un poisson rouge et affichant un message qui se traduit par « rien ne passe à travers un préservatif ».
La chanteuse Kelly Key a été porte-parole des jeunes adultes d'âge secondaire dans une campagne dans laquelle elle a déclaré : « Montre comment tu as grandi. Ce carnaval, utilise des préservatifs ».
Le président Luiz Inácio Lula da Silva a lancé une discussion internationale sur l'équité du prix des médicaments anti-VIH lorsqu'il a signé une licence autorisant l'achat par le Brésil du générique Éfavirenz contre la volonté du titulaire du brevet. Cette décision a marqué une escalade du désaccord sur le prix des médicaments et a été présentée dans les médias comme une victoire pour les victimes du VIH et l'expropriation de la propriété intellectuelle par l'industrie pharmaceutique.
Le groupe de comédie populaire Porta dos Fundos a lancé la série Web humoristique Viral, centrée sur un homme séropositif, qui décide de rechercher les huit dernières femmes avec lesquelles il a eu des rapports sexuels pour leur donner l'information et essayer de savoir qui est la personne à l'origine de la contamination .

### Europe

#### Allemagne
En 1987, la Gesellschaft für deutsche Sprache a choisi le terme « SIDA » comme mot allemand de l'année, avec « préservatif ». Le SIDA avait déjà été envisagé pour ce titre en 1985.

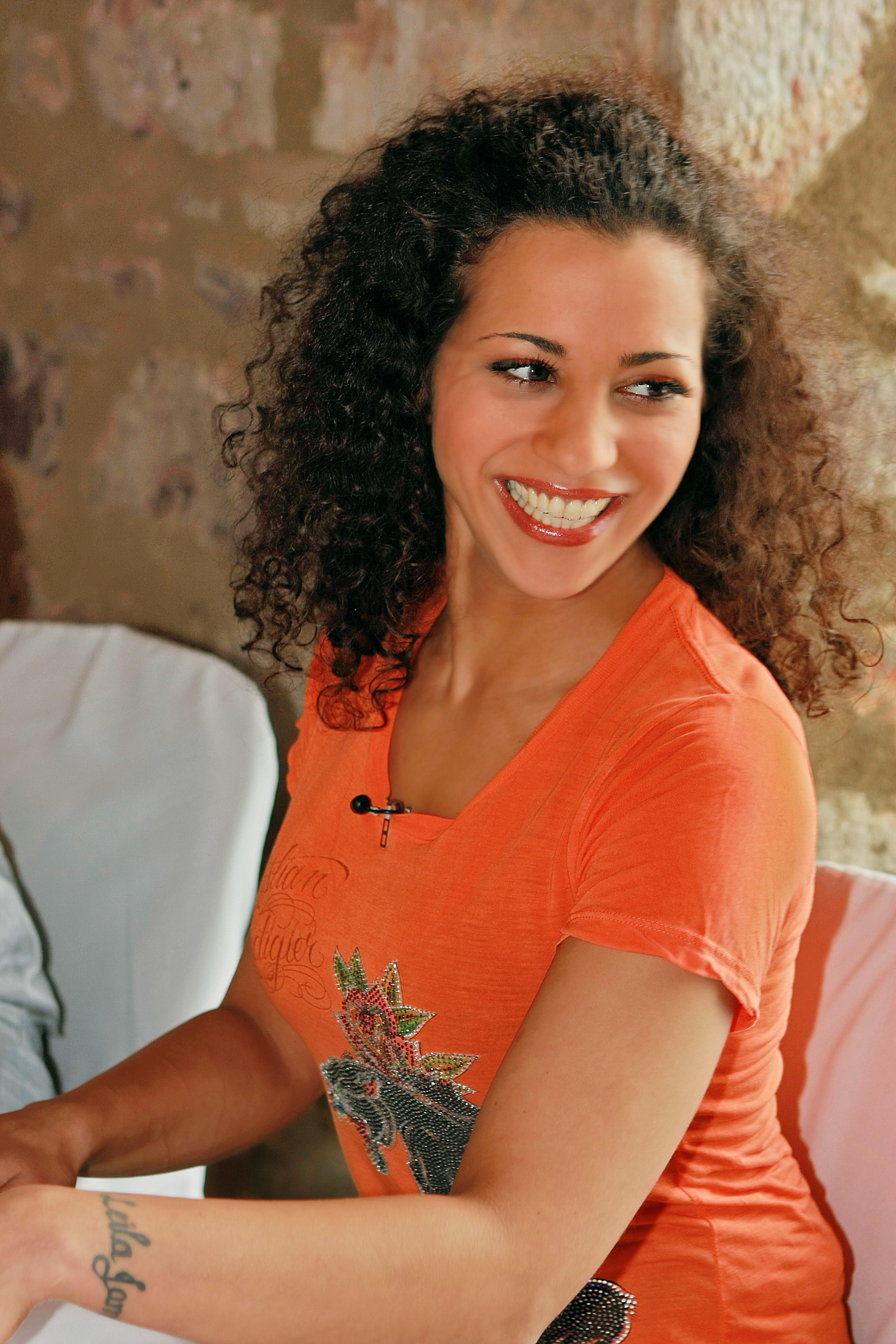
Nadja Benaissa du groupe No Angels.

La chanteuse Nadja Benaissa du groupe à succès No Angels, a été reconnue coupable en 2010 d'avoir causé des lésions corporelles graves et de tentative de lésions corporelles en étant séropositive et en ayant des relations sexuelles sans révéler son statut. Benaissa a été accusée d'avoir eu des relations sexuelles au total cinq fois avec trois hommes alors qu'elle avait entre 16 et 20 ans entre 2000 et 2004. Elle a admis ne pas les avoir informés de sa séropositivité. Un homme a ensuite été infecté par le VIH. Au tribunal de témoignage, l'un des hommes a déclaré : « Nous avons eu des relations sexuelles entre cinq et sept fois, dont environ trois n'étaient pas protégées ». L'affaire a suscité une discussion internationale sur le VIH.

#### France

##### Couverture médiatique
Après la publication le 5 juin 1981 de l'article du journal médical américain Morbidity and Mortality Weekly Report, les journaux français reprennent l'information à la suite de la publication d'articles dans le New England Journal of Médicine au printemps 1981.
Les premières mentions dans les quotidiens nationaux datent de 1982, et selon Claudine Herzlich le phénomène médiatique et social du sida se construit dans l'espace public et les médias entre l'annonce d'une maladie mystérieuse en 1982 qui n'est pas encore ni un phénomène de société ni un phénomène médiatique, le nom qui lui est donné au premier semestre 1983 avec les premières découvertes scientifiques permettant des balbutiements d'explications encore vagues, et la tenue du deuxième colloque international sur le SIDA à Paris du 23 au 25 juin 1986. Après cette période la construction sociale et médiatique de la maladie est fixée.
Les médias en 1982-1983 véhiculent diverses appellations avant que le terme AIDS repris de la presse américaine ne se fixe courant 1983 et soit traduit par le terme "sida". Libération titre le 6 janvier 1982 « Mystérieux cancer chez les homosexuels américains », Le Quotidien de Paris « Du mal étrange qui frappe  les homosexuels ». Le 27 janvier Le Monde du 27 janvier annonce « Pourquoi des cancers ». Puis en mars 1982 le magazine de vulgarisation La Recherche, titre « La pneumonie des homosexuels ». Les journaux évoquent les infections dont sont frappés une centaine d' hommes jeunes et en majorité homosexuels : virus herpétique, cytomégalovirus, candida albicans, pneumocystis carinii, et le sarcome de Kaposi qui est alors une maladie très rare et pointent sur la cause : un système immunitaire paralysé. Le Monde relève que depuis l'apparition de la maladie du légionnaire en 1976 le monde médical américain n'a pas connu pareille alerte. L'article de la Recherche évoque le nombre très limité de patients et de médecins concernés. De janvier 1982 à avril 1983 la nouvelle maladie mystérieuse n'apparait que 8 fois dans quatre des médias nationaux, puis plus rien n'est publié pendant un an.
Jusqu'en juillet 1983, comme à l'international les termes employés pour parler de la maladie lui associent un groupe spécifique, les homosexuels (cancer gay, pneumonie des homosexuels, syndrome gay, etc.). Des allusions sont pourtant faites selon lesquelles d'autres types de population sont touchées, comme les Haïtiens, les toxicomanes et les enfants, ainsi que sur l'appellation impropre de «cancer».
Le Figaro dévoile en mars 1983 que la maladie est apparue aux États-Unis parmi un pool restreint d'individus de plusieurs villes américaines, identifiés par le centre de recueil de données épidémiologiques d'Atlanta. Le Figaro indique qu'une consommation anormalement élevée de lomidine qui sert à traiter des pneumocystoses a été enregistrée par le Center for Disease Control. C'est en mars également que l'acronyme AIDS (Acquired Immunodeficiency Syndrome) apparait, qui est ensuite traduit en SIDA (Syndrome d'Immuno-Déficience Acquise). Toutefois jusqu'en juillet 1983, les quotidiens nationaux continuent d'utiliser de façon concomitante avec le terme de SIDA (en majuscule) les termes de syndrome homosexuel, ou cancer gay. Dès lors la connotation négative des premiers termes, que l'on avait tenté de neutraliser par l'utilisation d'un acronyme médical, glisse des premiers au second.
Rapidement les premiers médecins qui accueillent les patients en France sont médiatisés et s'accordent pour annoncer la gravité de la maladie, qui n'a toujours pas de nom officiel. Il s'agit de Willy Rozenbaum à l'Hôpital Bichat-Claude-Bernard et de Jacques Leibowitch à l'Hôpital Raymond-Poincaré, qui insistent sur le caractère brutal de l'apparition de la maladie,.

##### Faits divers évoqués
En France une des premières personnalités dont la mort des suites de la maladie frappa l'opinion publique fut Thierry Le Luron. Line Renaud s'engage dès 1985, avec Pierre Bergé et plus tard Pascal Obispo.
En 1989 Cyril Collard, réalisateur et écrivain séropositif et bisexuel, publie son roman Les Nuits Fauves, puis tourne le film du même nom. Une scène devenue culte du film montre le personnage principal dévoilant son statut de séropositif. Le film est récompensé lors de la 18e cérémonie des César le 8 mars 1993 du César du Meilleur film et de la meilleure première œuvre. Le film a eu un impact énorme et joue un rôle majeur dans la campagne de prévention de la maladie en France.
Le 7 avril 1994 a lieu le premier Sidaction, un évènement télévisé fortement médiatisé, diffusé par six chaines de télévision en prime time. 23 millions de téléspectateurs suivent l'évènement, pendant lequel 300 millions de francs de dons sont récoltés. Durant le sidaction de 1996 un affrontement violent a lien entre le président d'Act-Up et Philippe Douste-Blazy sur le sujet de la prévention et de la prise en charge du VIH en milieu carcéral, engendrant une chute des dons.

#### Italie
En tant que base géographique de l'Église catholique, l'Italie a exercé une influence dans le monde entier dans la discussion sur le VIH/SIDA. Les positions de l'Église catholique et le SIDA ont eu un impact sur tous les territoires concentrant une démographie catholique.

#### Suisse
En Suisse une campagne nationale de prévention contre le sida intitulée Stop Sida et relayée par la RTS débute le 3 février 1987. La campagne est renommée LOVE LIFE STOP SIDA entre 2005 et 2010, puis devient LOVE LIFE en 2010,.
Le skieur Pirmin Zurbriggen estimait qu’il s’agissait d’une « punition divine » sur les homosexuels… 

## Rapports sur les soins médicaux
Un bébé né dans le Mississippi en 2013 aurait été guéri du VIH, car un cocktail de médicaments a entraîné une rémission sans qu'il soit nécessaire de poursuivre le traitement, le VIH ayant cessé de se répliquer,,,. Cependant, des tests ultérieurs, lorsque les traitements anti-VIH ont été arrêtés, ont révélé que l'enfant était toujours séropositif.